# Friedrich Franz zu Hohenzollern-Hechingen
Friedrich Franz Xaver kníže zu Hohenzollern-Hechingen (celým jménem německy Friedrich Franz Xaver Fürst zu Hohenzollern-Hechingen, Burggraf zu Nürnberg, Graf zu Sigmaringen und Währingen, Herr zu Aigerloch, Wehrstein, Nyitra-Apathy und Nyitra-Visup) (31. května 1757 Gheule, Nizozemsko – 6. dubna 1844 Vídeň) byl německý šlechtic, rakouský generál a vojevůdce napoleonských válek. V císařské armádě sloužil od roku 1776, jako velitel jezdectva se vyznamenal v řadě válečných konfliktů na přelomu 18. a 19. století. Během válek s Francií byl vyznamenán dvěma stupni prestižního Řádu Marie Terezie a byl také rytířem Řádu zlatého rouna. V letech 1825–1830 byl prezidentem Dvorské válečné rady a v roce 1830 dosáhl hodnosti polního maršála.

## Životopis

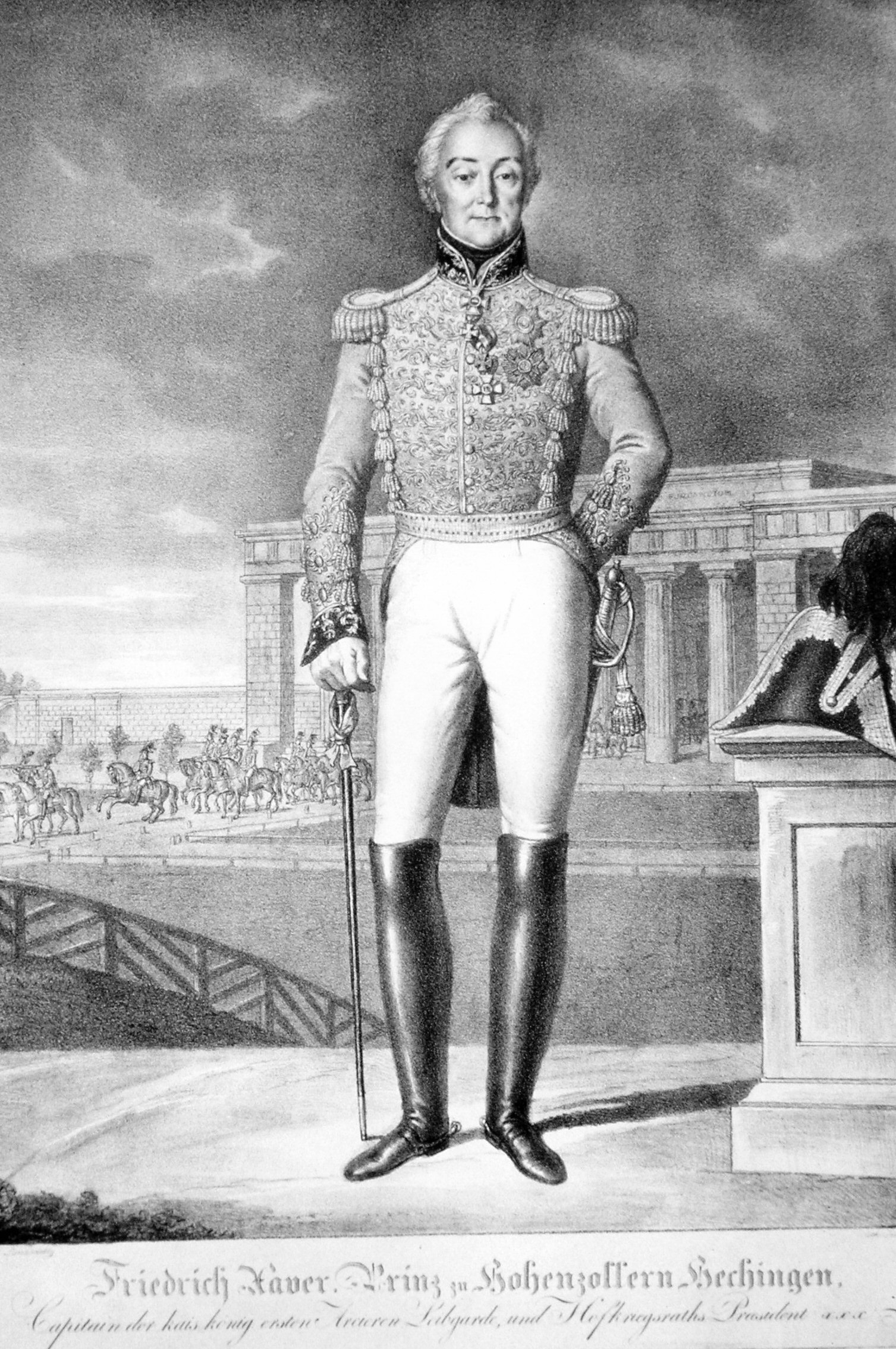
Generál jezdectva Friedrich Franz Xaver Hohenzollern-Hechingen (litografie, cca 1820)

Pocházel z významného německého rodu Hohenzollernů, patřil k linii Hohenzollern-Hechingen. Narodil se jako nejmladší ze tří synů císařského generála prince Franze Xavera Hohenzollern-Hechingena (1720–1765) a jeho manželky Anny, rozené hraběnky van Hoensbroech (1729–1798). Vzhledem k původu matky rodina v té době žila v Nizozemí a Friedrich původně vstoupil do nizozemské armády (1775), již o rok později přešel do služeb císařské armády. Bojoval ve válce o bavorské dědictví (1778–1779) a v roce 1788 byl povýšen na majora. Během války s Tureckem se vyznamenal při obléhání Bělehradu (1789) a v roce 1790 byl povýšen na podplukovníka. Poté sloužil u různých posádek v Čechách, kde se narodily všechny jeho děti.
V hodnosti plukovníka (1793) se zúčastnil bojů proti republikánské Francii, nejprve ve Flandrech, v roce 1795 bojoval v Německu a v roce 1796 proti Bonapartově armádě v Itálii. Na italské frontě dosáhl dílčích úspěchů, ještě v roce 1796 byl povýšen na generálmajora a v roce 1797 obdržel rytířský kříž Řádu Marie Terezie. V druhé koaliční válce operoval znovu v Itálii, vyznamenal se ve vítězné bitvě u Novi (1799) a téhož roku byl povýšen do hodnosti polního podmaršála. V letech 1799–1800 dobyl Cremonu a Milán, v červnu 1800 byl krátce velitelem v Janově. Po míru v Lunéville pobýval jako velitel divize v Krakově a na jaře 1805 byl jmenován velitelem pro celou oblast západní Haliče.

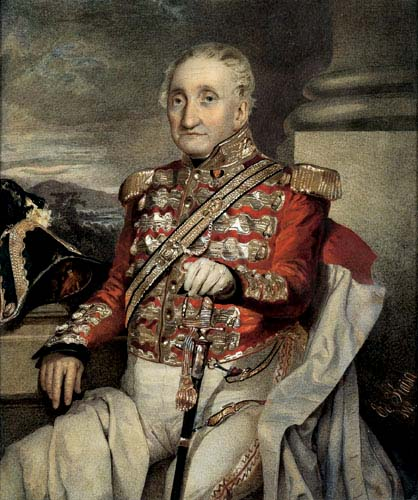
Polní maršál Friedrich Franz Xaver Hohenzollern-Hechingen (1830)

Ve válce roku 1805 byl velitelem záložního sboru v Bavorsku, podařilo se mu proniknout z obleženého Ulmu a připojit se k hlavním silám rakouské armády. Po prohrané bitvě u Slavkova byl velitelem demarkační linie na česko-bavorské hranici, poté se znovu vrátil jako velitel do Krakova. V páté koaliční válce (1809) převzal velení 2. armádního sboru a ve spolupráci s arcivévodou Karlem se vyznamenal v bitvě u Aspern a Wagramu. V roce 1809 dosáhl hodnosti generála jezdectva a po válce byl velitelem rakouských zemí se sídlem ve Štýrském Hradci. Během Napoleonova tažení do Ruska byl přeložen jako velitel záložního sboru do Haliče, v roce 1813 se vrátil do Rakouska, kde měl za úkol naverbovat a vycvičit 30 000 mužů pro další boje v Itálii v letech 1813–1814. Během stodenního císařství převzal velení 2. armádního sboru na Rýně.
Po skončení napoleonských válek byl znovu velitelem ve Štýrském Hradci s kompetencí pro dědičné habsburské země a oblast Přímoří (1815–1825). Dne 16. října 1825 byl povolán do Vídně a jmenován do nejvyšší funkce ve správě rakouské armády, prezidenta Dvorské válečné rady, zastával ji pět let (1825–1830). Při příležitosti 50. výročí služby v rakouské armádě byl dekorován Řádem zlatého rouna a jmenován do čestné funkce kapitána jedné z císařských gard (Kaiserlich-Königliche Erste Arcièren-Leibgarde). K datu 18. září 1830 byl povýšen do hodnosti polního maršála a na vlastní žádost odvolán z postu prezidenta Dvorské válečné rady. Do smrti formálně zastával hodnost velitele císařské gardy.
Zemřel ve Vídni 6. dubna 1844 ve věku 86 let, pohřben byl v rodové hrobce v Hechingenu.

## Tituly a ocenění
Jako příslušník vedlejší linie rodu Hohenzollernů užíval od narození titul hraběte. Po zániku Svaté říše římské byl v roce 1807 povýšen do knížecího stavu v Rakouském císařství s nárokem na oslovení Jasnost (Durchlaucht). V roce 1776 byl jmenován císařským komořím a v roce 1804 obdržel titul c. k. tajného rady. Během napoleonských válek získal řadu vyznamenání v Rakousku i od zahraničních panovníků, dvakrát byl dekorován prestižním Řádem Marie Terezie (1797, 1809) a nakonec získal Řád zlatého rouna (1826). Od roku 1802 byl čestným majitelem dragounského pluku č. 2.

### Rakousko
- Řád zlatého rouna (1826)
- velkokříž Leopoldova řádu (1826)
- zlatý Válečný kříž 1813/1814 (1814)
- komandérský kříž Řádu Marie Terezie (1809)
- rytířský kříž Vojenského řádu Marie Terezie (1797)

### Zahraničí
- rytíř Řádu černé orlice (Prusko)
- Řád červené orlice I. třídy (Prusko)
- Královský hohenzollernský domácí řád (Prusko)
- Řád zähringenského lva (Bádensko)
- Domácí řád věrnosti (Bádensko)
- Konstantinův řád svatého Jiří (Parma)

## Rodina
V roce 1783 se oženil s hraběnkou Terezií z Wildensteinu (1763–1835), dcerou štýrského šlechtice Jana Kryštofa z Wildensteinu (1732–1794), c. k. guberniálního rady. Z jejich manželství pocházely čtyři děti, vzhledem k Friedrichově tehdejší službě v Čechách se potomci narodili v Rakovníku, Praze a Brandýse nad Labem. Nejstarší syn Friedrich Anton (1790–1847) dosáhl v armádě hodnosti polního podmaršála, další potomci Juliana Friderika (1792–1864) a Friedrich Adalbert (1793–1818) zemřeli svobodní, nejmladší dcera Josefína Friderika (1795–1878) byla manželkou hraběte Felixe Vettera z Lilie (1774–1853), c. k. majora a majitele panství Nová Horka.